# 切贾
切贾（義大利語：Ceggia），是意大利威尼托大区威尼斯省的一个市镇。总面积21平方公里，人口6201人，人口密度295.3人/平方公里（2009年）。国家统计（ISTAT）代码为027007。